# Sulimierz (województwo dolnośląskie)
Sulimierz – wieś w Polsce położona w województwie dolnośląskim, w powiecie milickim, w gminie Milicz.

## Podział administracyjny
W latach 1975–1998 miejscowość położona była w województwie wrocławskim.

## Historia
Najstarsza wzmianka historyczna pochodzi z drugiej połowy XVI wieku (rok 1578). Ówczesna nazwa miejscowości to Neudorf Sulau. 